# Programa do Jô
Programa do Jô è stato un talk show brasiliano che andava in onda su TV Globo São Paulo e dalla radio CBN dal 3 aprile 2000. 
Era un late-night show, tipico format di origine statunitense, alternante humor, intrattenimento, interviste e musica.
Il programma veniva trasmesso dal lunedì al venerdì nell'ultima parte della serata, verso mezzanotte, dopo il notiziario della rete, Jornal da Globo.

## Storia e descrizione
La trasmissione fu creata da Jô Soares dopo il suo licenziamento dalla SBT, concorrente diretta della Rede Globo.
Durante il programma, Jô Soares era coadiuvato dal gruppo musicale Sexteto do Jô (composto da Osmar Barutti, piano e tastiere; Derico, sassofono; Bira, basso; Milton Ramos de Brito, batteria; Carlos Nascimento, chitarra e Chiquinho Oliveira, tromba) e dal fedelissimo maggiordomo cileno Luis Alexander Rubio Bernardes, sempre bersagliato dalle battute ironiche del conduttore. Jô Soares si congedava ogni volta con la frase "Beijo do Gordo" (un bacio dal Grasso), la sua frase ad effetto principale.